# Adolf Lindfors
Adolf Valentin Lindfors (8. února 1879 Porvoo, Finsko – 6. května 1959 tamtéž) byl finský zápasník, reprezentant v zápase řecko-římském.
Dvakrát startoval na letních olympijských hrách. V roce 1912 na hrách ve Stockholmu vypadl v těžké váze ve čtvrtém kole a v roce 1920 na hrách v Antverpách vybojoval ve stejné kategorii zlatou medaili.